# Ventimiglia
|  | Per a altres significats, vegeu «Ventimiglia (desambiguació)». |

Ventimiglia (en occità: Ventimilha; en lígur: Ventemiggia [veŋteˈmidʒˑa]) és un municipi italià situat a la regió de Ligúria i a la província d'Imperia. L'any 2006 tenia 25 450 habitants mentre que el 1996 en tenia 26 945. Es troba a la costa del mar Lígur, a la desembocadura del riu Roia.
Albium Intemelium (nom esmentat per Plini i Estrabó) o Albantimilum fou una ciutat de Ligúria, capital de la tribu dels intemelis, i que sorgí al costat de la Via Augusta romana. Així el que actualment és Ventimiglia va ser municipi romà, i també a l'edat mitjana.
Fou antiga seu episcopal, i el 962 esdevingué un comtat que depenia del marquesat de Susa. Després de canviar successivament de dominis, el 1505 passà a dependre de la república de Gènova.
Es conserven restes d'un teatre del segle ii, la catedral (del segle xii) i fragments —torres i portes— de les fortificacions genoveses (segle xiii).
Cal destacar la importància del municipi com a nus de vies ferroviàries, ja que la seva estació de trens és fronterera entre els estats italià i francès.